# Armand Assante
Armand Anthony Assante Jr. (ur. 4 października 1949 w Nowym Jorku) – amerykański aktor. Kilkakrotnie nominowany do Złotego Globu. Za rolę w filmie Gotti otrzymał nagrodę Emmy.

## Życiorys

### Wczesne lata
Urodził się w Nowym Jorku w rodzinie katolickiej jako syn Katharine Theresy (z domu Healy), nauczycielki muzyki, języka angielskiego oraz poetki, i Armanda Anthony’ego Assante Seniora, artysty malarza. Jego matka była pochodzenia irlandzkiego, a ojciec – włoskiego. Ukończył Cornwall Central High School w Nowym Jorku. W latach 1967–1969 studiował aktorstwo w American Academy of Dramatic Arts, gdzie zdobył nagrodę Jehlinger dla najlepszego aktora w 1969, debiutując w profesjonalnym teatrze w tym samym roku w spektaklu Why I Went Crazy z Imogene Cocą pod kierunkiem Joshuy Logana.

### Kariera
W 1974 wystąpił w dwóch produkcjach off-broadwayowskich – Perykles, książę Tyru i Część piękna. W 1975 trafił na Broadway w sztuce Franza von Suppé Boccaccio. W 1977 zagrał Tybalta w widowisku broadwayowskim Romeo i Julia Williama Szekspira. W 1981 powrócił na Broadway jako Napoleon Bonaparte w przedstawieniu Królestwa.
Pierwszym występem filmowym była rola gościa weselnego w dramacie Książęta z Flatbush (The Lords of Flatbush, 1974) z udziałem Perry’ego Kinga, Sylvestra Stallone i Henry’ego Winklera. Wkrótce został zaangażowany do roli Johnny’ego McGee w operze mydlanej NBC Jak przetrwać małżeństwo (How to Survive a Marriage, 1974–1975), a następnie jako lekarz Mike Powers w operze mydlanej NBC The Doctors (1975–1977). Po gościnnym udziale w serialu CBS Kojak (1977), zagrał postać Lenny’ego Carboniego, jednego z trzech braci z Hell’s Kitchen w latach czterdziestych XX wieku, którzy zaangażowali się w profesjonalne zapasy, w dramacie sportowym Sylvestra Stallone Paradise Alley (1978). Wystąpił w dwóch realizacjach Howarda Zieffa – komedii Szeregowiec Benjamin (Private Benjamin, 1980) z Goldie Hawn jako przystojny Francuz Henri Alan Tremont i komedii romantycznej Twoja niewierna (Unfaithfully Yours, 1984) u boku Dudleya Moore’a w roli playboya wirtuoza skrzypiec Maximilliana Steina. W dreszczowcu kryminalnym Brutalna gra (I, the Jury, 1982) wg powieści Mickeya Spillane’a został obsadzony w głównej roli prywatnego detektywa Mike’a Hammera. W telewizyjnej adaptacji powieści Sidneya Sheldona Gniew aniołów (Rage of Angels, 1983) z Jaclyn Smith pojawił się jako mafijny gangster Michael Moretti. Jako Richard Mansfield, amerykański aktor sceniczny w sztuce teatralnej Jekyll i Hyde, w miniserialu Thames Television / CBS / ITV Kuba Rozpruwacz (Jack the Ripper, 1988) był nominowany do Emmy w kategorii wybitny aktor drugoplanowy – miniserial lub film telewizyjny.
Za rolę barona narkotykowego Roberta „Bobby’ego Texa” Texadora w dramacie kryminalnym Sidneya Lumeta Pytania i odpowiedzi (Q & A, 1990) zdobył nominację do Złotego Globu dla najlepszego aktora drugoplanowego. W komedii romantycznej Zawód pan młody (The Marrying Man, 1991) na podstawie scenariusza Neila Simona z Kim Basinger i Aleca Baldwina wcielił się w osławionego gangstera Benjamina „Bugsy’ego” Siegella. Kreacja legendarnego mafioso Johna Gottiego w dramacie kryminalnym Gotti (1996) przyniosła mu nagrodę Emmy w kategorii wybitny aktor pierwszoplanowy – miniserial lub film telewizyjny i nominację do Złotego Globu w kategorii najlepszy występ aktora w miniserialu lub filmie wyprodukowanym dla telewizji. Za główną rolę Odyseusza w miniserialu NBC Odyseja (The Odyssey, 1997) w reżyserii Andrieja Konczałowskiego zdobył nominację do Nagrody Satelitay jako najlepszy aktor w miniserialu lub filmie telewizyjnym i Złotego Globu dla najlepszego aktora w miniserialu lub filmie telewizyjnym. Za użyczenie głosu postaci Tzekela-Kana w filmie animowanym Droga do El Dorado (The Road to El Dorado, 2000) był nominowany do nagrody Annie. W argentyńskim filmie krótkometrażowym The Fix (2013) zagrał rodowitego południowoamerykańskiego indyjskiego szamana

## Życie prywatne
28 lutego 1982 poślubił Karen McArn, z którą ma dwie córki – Anyę i Alessandrę. W 1994 doszło do rozwodu.

## Filmografia
- 2009: Magic Man, jako Taper
- 2007: Amerykański gangster, jako Dominic Cattano
- 2005: Podwójna gra (Two for the Money), jako Novian
- 2005: The Third wish, jako Dobroczyńca
- 2005: Funny Money, jako Genero
- 2005: Ennemis publics
- 2005: Gilgamesh, jako Acolyte
- 2005: Zerkalnie voyni: Otrazhenie pervoye, jako York
- 2005: Dot. Kill, jako Charlie Gaines
- 2003: Citizen Verdict, jako Sam Patterson
- 2003: Hunt for the Devil
- 2003: Nowa tożsamość (Consequence), jako Sam Tyler/Max Tyler
- 2003: Farciarz (Tough Luck), jako Ike
- 2002: Push, Nevada jako pan Smooth
- 2002: Partnerzy (Partners in Action), jako Jack Cunningham
- 2002: Pod federalną ochroną (Federal Protection), jako Frank Carbone/Howard Akers
- 2001: Cisza przed burzą (After the Storm), jako Jean-Pierre
- 2001: Król ulicy (One Eyed King)
- 2001: Ostatnia misja (Tle Last Run), jako Frank Banner
- 2000: Ostatni brzeg (On the beach), jako Dwight Towers
- 1997: Odyseja (Odyssey) jako Odyseusz
- 1996: Gotti, jako John Gotti
- 1995: Sędzia Dredd, jako Rico
- 1992: Hoffa, jako Carol D'Allesandro